# Phanerotomella collinsi
Phanerotomella collinsi är en stekelart som beskrevs av Herbert Zettel 1989. Phanerotomella collinsi ingår i släktet Phanerotomella och familjen bracksteklar. Inga underarter finns listade i Catalogue of Life.